# Creek-Krieg von 1836

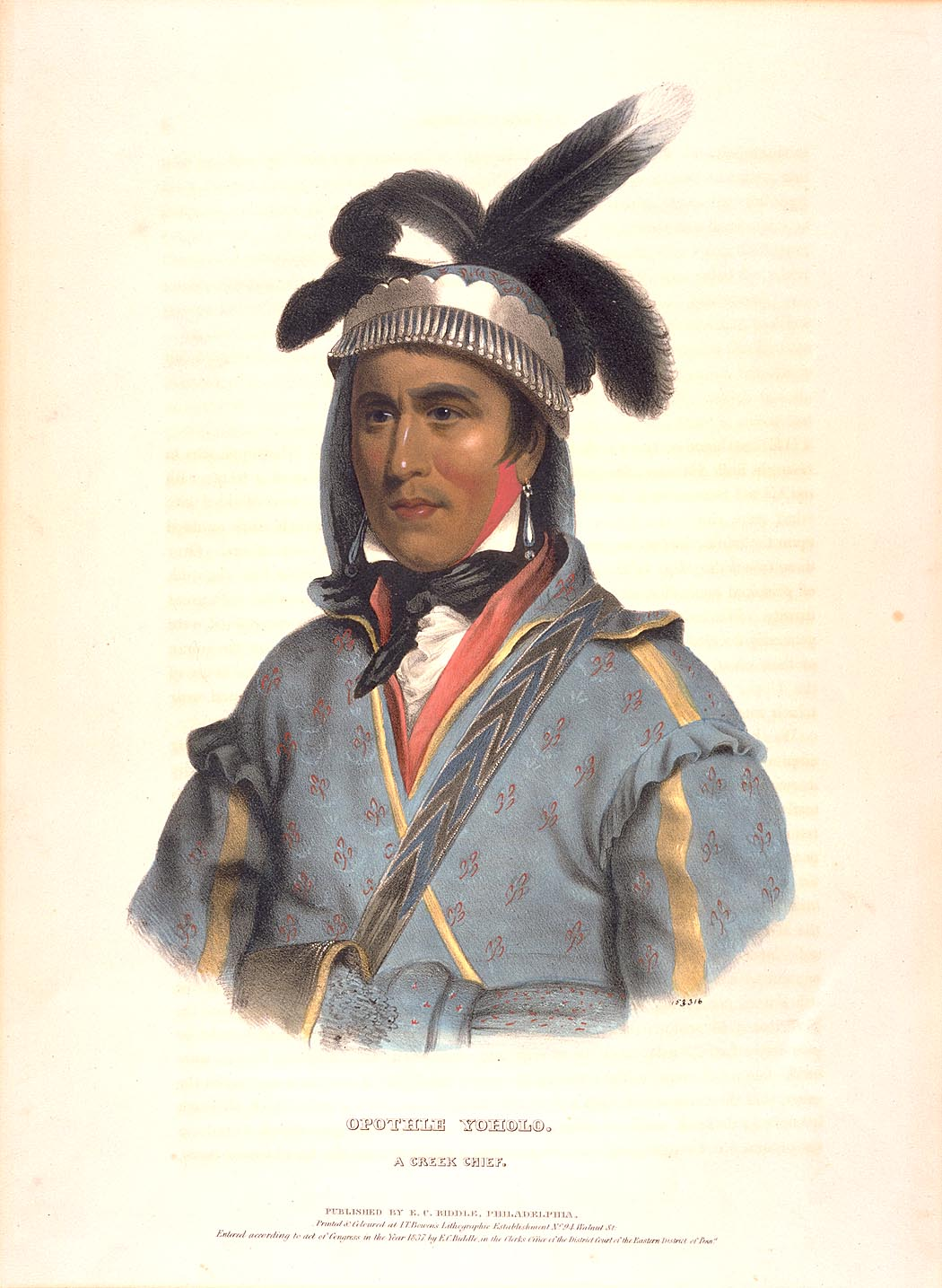
Während des Creek-Krieges von 1836 in Alabama führte Opothleyahola, ein von der US-Regierung zum Colonel ernannter Häuptling der Creek, 1.500 seiner Krieger gegen den rebellischen Stamm der Lower Creek, der sich mit den Seminolen verbündet hatte, um gegen die Invasion der US-Armee zu kämpfen.

Der Creek-Krieg von 1836, auch als Zweiter Creek-Krieg bekannt, bezeichnet einen bewaffneten Konflikt zwischen der indianischen Konföderation der Muskogee und den weißen Siedlern des Bundesstaates Alabama. Der Ursprung der Feindseligkeiten lag in der von der Gesetzgebung durch den Indian Removal Act (engl. für „Indianerumsiedlungsgesetz“) gedeckten Vertreibung der Muskogee (Creek) aus ihren angestammten Siedlungsgebieten im Südosten der Vereinigten Staaten von Amerika in das Indianer-Territorium im heutigen Oklahoma.
Um 1830 war bereits der größte Teil der sogenannten „Lower Creek“ aus Georgia vertrieben, jedoch lebten in Alabama noch rund 20.000 „Upper Creek“ in ihren angestammten Siedlungsgebieten, die bereits durch verschiedene Landabtretungsverträge eingeschränkt worden waren. Alabama verstärkte den Druck auf die Muskogee, in der Hoffnung, deren Umsiedlung erzwingen zu können. Der Staat erließ Gesetze, die beispielsweise die herkömmlichen Stammesregierungen auflösen und die staatliche Gesetzgebung für die Muskogee bindend machen sollten. Opothleyahola, der Sprecher des Muskogee-Rates, bat den Präsidenten Andrew Jackson um Unterstützung und Hilfe für die in Alabama lebenden Muskogee. Nachdem sich die Situation der Muskogee nicht besserte, unterschrieben diese schließlich unter Druck der Regierung am 24. März 1832 den Vertrag von Cusseta. Durch diesen Vertrag wurde das Land der Muskogee in einzelne Parzellen aufgeteilt. Die Muskogee konnten ihre jeweilige Parzelle verkaufen, abtreten oder sie nach Annahme der amerikanischen Staatsbürgerschaft und Unterwerfung unter deren Gesetzgebung behalten.
Diese Aufteilung in individuellen Besitz ermöglichte es Landspekulanten und Squattern, die Besitzer des Landes unter Druck zu setzen. Sie versuchten die Indianer durch finanzielle Angebote und Gewalt zum Verkauf zu „überreden“. Farmen wurden angezündet, Weidezäune niedergerissen und die Indianer bedroht. Dies endete schließlich mit Gegenangriffen durch die Muskogee, die sich gegen das Eindringen der weißen Siedler in ihr Land zu wehren versuchten. Die kriegsähnlichen Auseinandersetzungen zogen sich hin. Auf Bitten der weißen Bevölkerung entschloss sich der Kriegsminister Lewis Cass, das Problem militärisch und durch die endgültige Indianer-Umsiedlung zu lösen. Er beauftragte General Winfield Scott mit der Deportation der Muskogee, die auch als Pfad der Tränen bekannt wurde.
Dichterisch behandelt wurde die Vertreibung der Creek-Indianer aus ihren Stammesgebieten von Adelbert von Chamisso: Rede des alten Kriegers Bunte-Schlange im Rate der Creek-Indianer.